# André Hoekstra
André Hoekstra (nascut el 5 d'abril de 1962 a Baarn) és un futbolista neerlandès retirat que va jugar de migcampista. Hoekstra va fer el seu debut professional al Feyenoord Rotterdam i també va jugar al RKC Waalwijk a nivell de clubs. A nivell internacional, va ser seleccionat una vegada amb els Països Baixos el 1984, marcant un gol. Després de la seva carrera com a jugador va esdevenir entrenador i va exercir com a entrenador ajudant amb l'RBC Roosendaal, l'ADO Den Haag i l'Excelsior Rotterdam, ocupant també el càrrec d'entrenador en cap amb l'ADO Den Haag entre 1998 i 1999.

## Estadístiques de carrera
- Primer partit: 6 d'abril de 1982: Feyenoord Rotterdam – Roda JC, 1–0

## Palmarès
Feyenoord
- Eredivisie: 1983–84
- Copa KNVB: 1983–84